# James Jeans
James Hopwood Jeans (11 de septiembre de 1877, Ormskirk, Lancashire-16 de septiembre de 1946, Dorking, Surrey) fue un físico, astrónomo y matemático británico.

## Biografía
Recibió su educación en el Merchant Taylors' School, Northwood y el Trinity College de Cambridge. Acabó en segundo puesto en la universidad en el Tripos (un reconocimiento de la Universidad de Cambridge) de 1898. Enseñó en esa misma universidad hasta que se trasladó para impartir clases en la Universidad de Princeton en 1904 como profesor de matemática aplicada. Volvió a Cambridge en 1910.
Hizo contribuciones importantes en muchas áreas de la física, incluyendo la teoría cuántica, la teoría de la radiación y la evolución estelar. Su análisis de los cuerpos en rotación le llevó a concluir que la teoría de Pierre-Simon Laplace de que el sistema solar se formó a partir de una nube de gas era errónea. En su lugar propuso que los planetas al principio se condensaron a partir de material retirado del sol por una hipotética colisión con otra estrella. Esta teoría no se acepta hoy en día.
Jeans, junto con Arthur Eddington, es el pionero de la excelencia británica en cosmología, que ha perdurado hasta el día de hoy. Fue el primero en proponer una teoría del estado estacionario basada en la hipótesis de la creación continua de materia en el universo. Esta teoría se demostró falsa con el descubrimiento de la radiación de fondo de microondas, que se interpretó como la “firma” del Big Bang.
Su reputación científica se basa en las monografías The Dynamical Theory of Gases (1904), Theoretical Mechanics (1906), y Mathematical Theory of Electricity and Magnetism (1908). Tras retirarse en 1929, escribió varios libros de divulgación científica: The Stars in Their Courses (1931), The Universe Around Us, Through Space and Time (1934), The New Background of Science (1933), y The Mysterious Universe. Estos libros le reportaron popularidad como divulgador de los descubrimientos científicos de su época, especialmente en los campos de la relatividad y la cosmología.
También escribió el libro "Physics and Philosophy" (1943) donde explora los diferentes puntos de vista de la realidad desde dos perspectivas diferentes: ciencia y filosofía.
Se casó dos veces, primero con la poetisa estadounidense Charlotte Mitchell en 1907, que falleció en 1934, y posteriormente con la organista y arpista austríaca Suzanne Hock (más conocida como Susi Jeans) en 1935.
En la Merchant Taylors' School hay una beca James Jeans Academic para el candidato a los exámenes de entrada que consiga resultados excepcionales en todas las asignaturas, principalmente en matemática y ciencias.

## Logros más importantes
Uno de los descubrimientos más importantes de Jean, la longitud de Jeans, es el radio crítico de una nube interestelar en el espacio. Depende de la masa, tamaño y densidad de la nube. Una nube menor de la longitud de Jeans no tendrá gravedad suficiente para superar las fuerzas de gases exógenas, mientras que una nube mayor de dicha longitud se colapsará en una estrella.
{\displaystyle \lambda _{J}={\sqrt {\frac {15k_{B}T}{4\pi Gm\rho }}}}
Jeans aportó otra versión de la ecuación, llamada inestabilidad de Jeans, cuya solución es la masa crítica que una nube debe conseguir antes de ser capaz de colapsarse.
También ayudó a descubrir la ley de Rayleigh-Jeans, que relaciona la densidad de energía de la radiación de un cuerpo negro con la temperatura de la fuente de emisión:
{\displaystyle f(\lambda )=8\pi k{\frac {T}{\lambda ^{4}}}}

## Citas
El curso del conocimiento se enfrenta a una realidad no mecánica: el universo empieza a parecerse más a un gran pensamiento que a una máquina. La mente deja de parecer un intruso accidental en el reino de la materia... deberíamos, en cambio, honrarla como a creadora y gobernadora del reino de la materia.

La vida existe en el universo solo porque el átomo de carbono posee ciertas propiedades excepcionales.
The Mysterious Universe).

Acerca de los viajes al pasado: 

Se debe conseguir estar más quieto que quieto." (Through Space and Time)

Regla mnemotécnica para los primeros quince dígitos de π; siendo las longitudes de las palabras los dígitos. La cita es habitualmente erróneamente atribuida al matemático húngaro George Pólya:

How I need a drink, alcoholic of course, after the heavy chapters involving quantum mechanics.

## Premios y honores
- Miembro de la Royal Society en 1906.
- Medalla de oro de la Royal Astronomical Society en 1922.
- Ordenado caballero en 1928.
- Orden del Mérito en 1939.
- El cráter Jeans de la Luna está nombrado en su honor, así como el cráter Jeans de Marte y el asteroide (2763) Jeans.
- Presidente de la 25ª sesión del Indian Science Congress en 1938.

## Obras
- EOS - Or, the Wider Aspects of Cosmogony. Read Books. 2008. ISBN 9781443781107.
- Science & music. Courier Dover Publications. 1968. ISBN 9780486619644.
- An introduction to the kinetic theory of gases. Cambridge University Press. 1982. ISBN 9780521092326.
- The Stars in Their Courses 1931. Kessinger Publishing. 2004. ISBN 9781417981120.
- Physics and Philosophy. Kessinger Publishing. 2003. ISBN 9780766136854.